# Jacob Cats
Jacob Cats (født 10. november 1577 i Brouwershaven i Zeeland, død 12. september 1660 i Zorgvliet, Nederlandene) var en nederlandsk digter.

## Liv og gerning
Allerede i sin skoletid skrev han vers, først på latin, senere under påvirkning af en skolekammerat på sit modersmål. 16 år gammel drog han til universitetet i Leiden, hvor han studerede jura. Sit studium afsluttede han i Frankrig med en doktorgrad, som han erhvervede i Orléans. Efter sin hjemkomst praktiserede han som advokat i forskellige byer og gjorde sig blandt andet bekendt ved sit vellykkede forsvar for en kvinde, som var anklaget for hekseri. 
I 1621 blev han næsten samtidig udnævnt til professor ved universitetet i Leiden og til syndikus i Middelburg; han valgte det sidste, men ombyttede det efter to års forløb for syndikatsembedet i Dordrecht. I 1636 blev han udnævnt til "storpensionær" (statsminister) ved Provinsen Hollands stænder, i 1648 til storseglbevarer. 
Han var flere gange medlem af gesandtskaber til England. 
I 1652 nedlagde han alle offentlige hverv og tilbragte sine sidste dage på sit landsted, Sorgvliet, mellem Haag og Scheveningen.

## Mindesmærke
I hans fødeby blev der i 1829 rejst et mindesmærke for ham. 

## Forfatterskab
Til trods for sit stærkt bevægede liv og sine mange offentlige hverv fandt Cats dog tid til at udfolde en omfangsrig produktion og efterlod sig talrige værker. 
Hans hovedværk er: "Houwelick" (Ægteskabet) i 1625, (dansk oversættelse Houwelijk ved G. Terckelsen, 1675), der er delt i 6 afsnit: "Den unge Pige", "Jomfruen", "Bruden", "Moderen", "Matronen" og "Enken". Allerede titlerne viser, hvilken slags emner forfatteren med særlig forkærlighed beskæftiger sig med. Han maler ikke, han ræsonnerer over livsforhold og mennesker med en vis tør, fornuftig logik, ofte med et smil. Al patos ligger hans bestandig-borgerlige temperament fjernt. 
Det lykkedes ham at ramme sine landsmænds smag og tone i den grad, at han opnåede en popularitet som næppe nogen anden nederlandsk digter, og mange af hans vers blev allemands eje. Denne popularitet har holdt sig næsten til nyeste tid. 
Den første samlede udgivelse af hans værker udkom i Amsterdam i 1655, en nyere i Schiedam i 1873. I sit 82. år forfattede han sin selvbiografi på vers; den udkom dog først i 1709.